# Ambulyx moorei
Espèce
Ambulyx moorei est une espèce de lépidoptères de la famille des Sphingidae, sous-famille des Smerinthinae, tribu des Ambulycini, et du genre Ambulyx.

## Description
- L'envergure est de 100 mm à 110 mm.

L'espèce est semblable à Ambulyx semifervens et à Ambulyx dohertyi, mais les ailes sont moins larges et la marge distale de l'aile antérieure est moins convexe. Le corps est vert gazon sur le dos avec des points jaunes, sauf ceux de la ligne dorso-latérale sur les segments 3 à 5, qui sont blancs. Il n'y a pas de changement de couleur avant la nymphose, la couleur devient seulement plus terne. La chrysalide mesure 46-50 mm de long avec une couleur marron foncé jusqu'aux segments 8 à 10, puis la couleur devient beaucoup plus pâle. Les spiracles sont noirs avec la fente centrale marron du crémaster presque noire. 

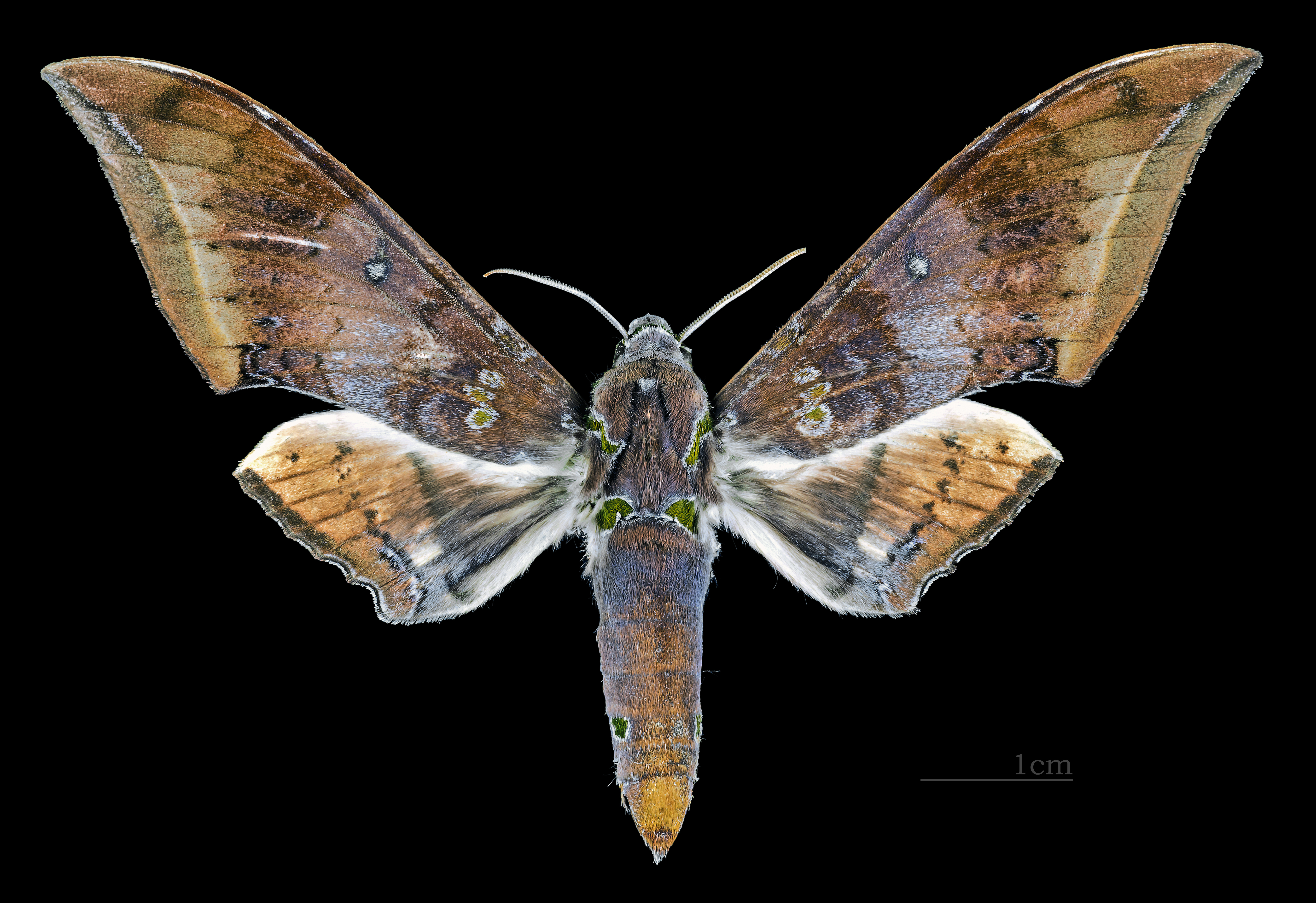
Face dorsale du mâle (coll. MHNT)
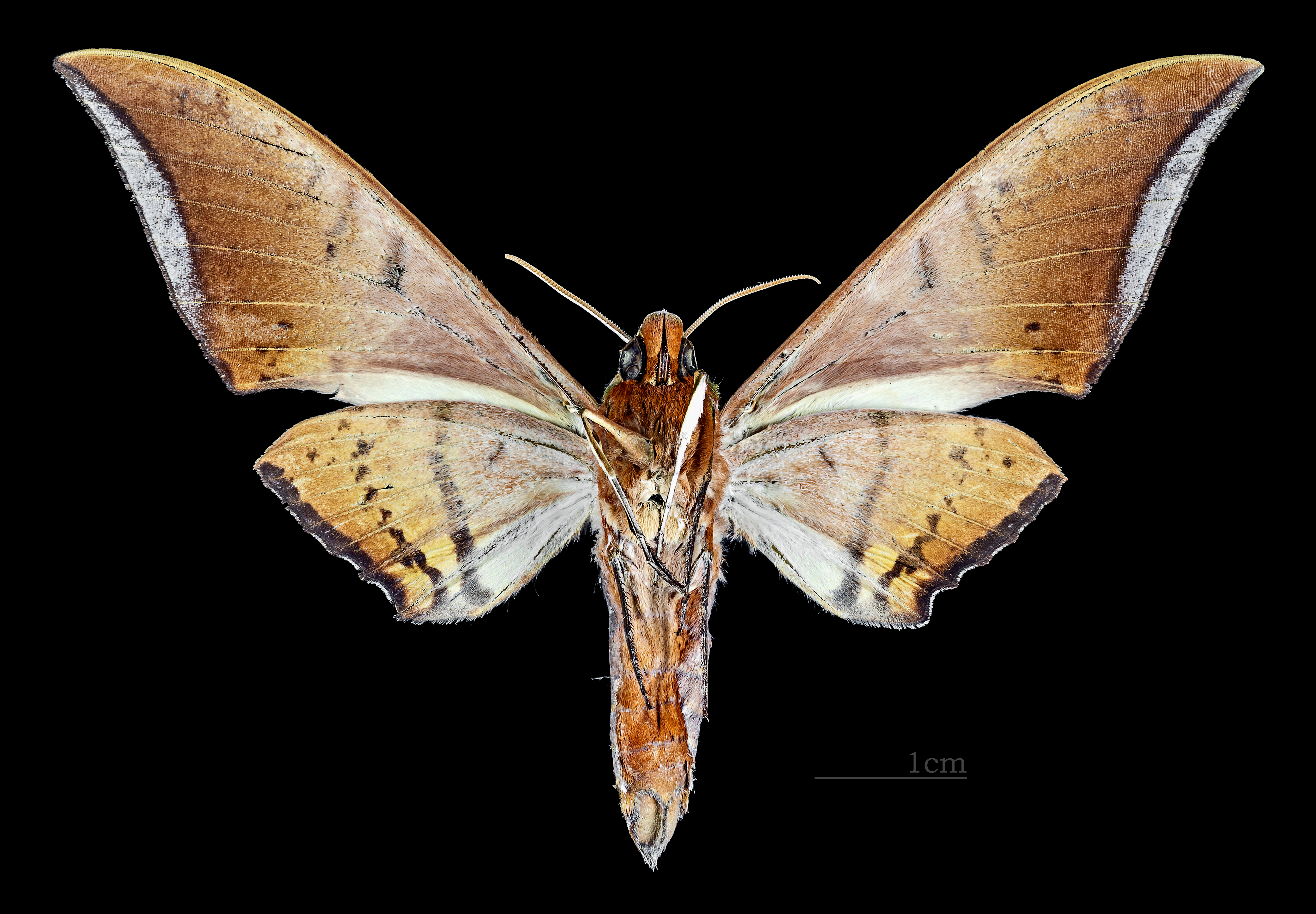
Revers du mâle (coll. MHNT)

## Distribution  et habitat
Distribution
L'espèce se trouve au Sri Lanka, dans le sud et l'est de l'Inde, aux îles Nicobar et aux îles Andaman, en Thaïlande, au Vietnam, dans le sud de la Chine, aux Philippines (Palawan, Balabac), en Malaisie (péninsulaire, Sarawak) et en Indonésie (Sumatra, Java, Kalimantan).

## Biologie
Le chenilles se nourrissent sur Canarium album en Chine. On les trouve également sur les espèces des genres Buchanania et Lannea.

## Systématique
- L'espèce Ambulyx moorei a été décrite par l'entomologiste britannique Frederic Moore en 1858[2].

### Synonymie
- Ambulyx decolor (Schaufuss, 1870)
- Smerinthus decolor Schaufuss, 1870
- Ambulyx subocellata Felder, 1874[3]
- Ambulyx turbata Butler, 1875
- Ambulyx thwaitesii Moore, [1882]
- Ambulyx nubila Huwe, 1895
- Oxyambulyx subocellata Rothschild & Jordan, 1903
- Oxyambulyx moorei chinensis Clark, 1922
- Ambulyx chinensis  (Clark, 1922)